# 眠りの神
『眠りの神』（ねむりのかみ、ヒュプノス、原題：英: Hypnos）は、アメリカ合衆国のホラー小説家ハワード・フィリップス・ラヴクラフトによる短編小説。
ラヴクラフト作品として、クトゥルフ神話、ラヴクラフト神話にカテゴリされることもある。

## HPラヴクラフトの短編小説『眠りの神』Hypnos
1922年3月に執筆された。複数回発表されており、初出は同人誌『ザ・ナショナル・アマチュア』1923年5月号、続いて『ウィアード・テイルズ』1924年5・6・7月合併号に掲載され、後に同誌の1937年11月号に再掲された。
青心社文庫版では12ページの短編。舞台はイギリスで、冒頭にはボードレールからの引用が添えられている。
叡智を求める人間に神罰がくだるという物語ではあるのだが、現実的説明として単なる麻薬幻覚でもあるかのように描かれており、真相はぼやかされている。
友人にはそれまでの最高傑作だと絶賛されたそうだが、大瀧啓裕は文庫全集解題にて、同年10月に発表された『魔犬』のほうがより完成度が高いと指摘している。そちらの作品について「冒頭に復讐の女神をもちだし、デカダンの雰囲気を濃厚にたたえつつ、魔性を高めようとする二人の男がついに墓場荒らしまでおこなって、その代償を支払わされる経緯を描いている」と、本作の本歌取りであると解説している。

### あらすじ
駅で意識を失って倒れていた男を一目見たとき、彫刻家であるわたしは天啓を得、彼こそ神秘を知る者と確信し、自宅に招く。2人は共に暮らし、友人をモデルとした彫刻を創ったり、世界の真理について話し込み、知を究めようとする。わたしはケント州にスタジオを設け、彼と共に、薬物を用いて夢を見る。やがて、友人は夢の壁の突破者となったが、わたしはなれなかった。しかし領域の先を知ってしまった友人は、わたしに「二度と入り込んではならない」と警告し、憔悴していく。2人はロンドンに移住するも、今度は薬物や酒に逃避し、さらに眠りを恐れて眠らないために、衰弱する。財も乏しくなり、わたしは彫像を全て売り払う。
ある日、友人が眠ったまま目覚めなくなる。続いて北東の北冠座から、一条の赤みがかった金色の光が伸びてきて、友人の顔を照らす。すると友人は目を見開き、恐怖に絶望する。彼の顔を見たわたしは絶叫し、やって来た家主や警官や医者が、錯乱するわたしを鎮める。
わたしは、友人が光をあびて石化したと主張する。だが彼らは、薬物中毒のわたしには友人などおらず、それは彫像であると言うのみ。友人の残骸＝彫像の台座には、アッティカの文字で「ヒュプノス」の名が刻まれているが、皆は像の顔はわたしの若いころの顔がモデルで、薬物のせいで若いころの自分を友人と思い込んでいると解釈する。最終的に、本当にわたしの友人が実在したのか曖昧なまま、物語は終幕する。

### 主な登場人物
- わたし - 語り手。彫刻家。
- 友人 - ギリシアの神像にたとえられるほど端正な男。音楽の声を持つ。

### 収録
- 青心社『クトゥルー12』大瀧啓裕訳「ヒュプノス」
- 創元推理文庫『ラヴクラフト全集7』大瀧啓裕訳「眠りの神」
- 新潮文庫『アウトサイダー クトゥルー神話傑作選』南條竹則訳 「ヒュプノス」

### 関連作品
- 魔犬 - 大瀧啓裕が関連を指摘している。

## クトゥルフ神話のヒュプノス
ラヴクラフト作品における、夢の奥に入り込もうとする者に神罰を与える神としての描写が継承されている。
TPPG『クトゥルフの呼び声』では、旧神とされる。目覚めの世界とドリームランドの間の通り道を守っているという。
基本の『クトゥルフ神話TRPG』とドリームランド特化の『ラヴクラフトの幻夢境』とで、説明文が異なる。『エンサイクロペディア・クトゥルフ』にも説明がある。アイテム「夢のクリスタライザー」は、旧神ヒュプノスの力を借りるものであり、ヒュプノスは己のクリスタライザーを使う者に腹を立てて罰しようとするという。
一方で、フランシス・レイニーとリン・カーターそれぞれの設定辞典では地球本来の神々とされ、またオーガスト・ダーレスの『アルハザードのランプ』では旧支配者に挙げられている。資料によって分類が異なる神である。
ギリシア神話のヒュプノスも参照。同名だが、描写は異なる。